# Dibucain
Dibucain (Cinchocain) ist ein Lokalanästhetikum vom Amid-Typ. Als eines der ersten dieser Art wurde es gegen 1930 synthetisiert. Im Jahr 1931 wurde der Wirkstoff von der CIBA AG patentiert.
Bedeutung hat Dibucain heute vor allem in der Labordiagnostik und bei der Behandlung von entzündlichen Erkrankungen des Afters. Es hat einen langsamen Wirkbeginn und eine Wirkdauer von ca. 1,5–2 Std. Als Oberflächenanästhetikum ist es 100-mal wirksamer als Cocain. Die Toxizität ist ebenfalls ziemlich groß; so liegt sie beim 15 - 20fachen der Toxizität des relativ wenig toxischen Procains.

## Pharmakokinetik
Dibucain kann durch die Haut resorbiert werden. Der Wirkstoff wird in der Leber abgebaut und mit dem Urin ausgeschieden.

## Anwendungsgebiete
- Als Substrat der Pseudocholinesterase wird Dibucain in der Labordiagnostik atypischer Formen dieses Enzyms verwendet. Die sogenannte Dibucainzahl gibt beim 1957 durch W. Kalow und K. Genest eingeführten Dibucain-Test[5] Auskunft über die Aktivität der Pseudocholinesterase nach Zugabe von Dibucain.
- In Kombination mit anderen Wirkstoffen (beispielsweise in Otobacid: Dexamethason, Cinchocainhydrochlorid und Butan-1,3-diol)[6] wird Dibucain in verschiedenen Bereichen der Medizin – beispielsweise in der Hals-Nasen-Ohren-Heilkunde – als lokal wirkendes Anästhetikum eingesetzt.

## Handelsnamen
Monopräparate

DoloPosterine (D)
Kombinationspräparate

Faktu (D, CH), Locaseptil (CH), Otobacid (D), Scheriproct (A, CH)